# Unitatea 101

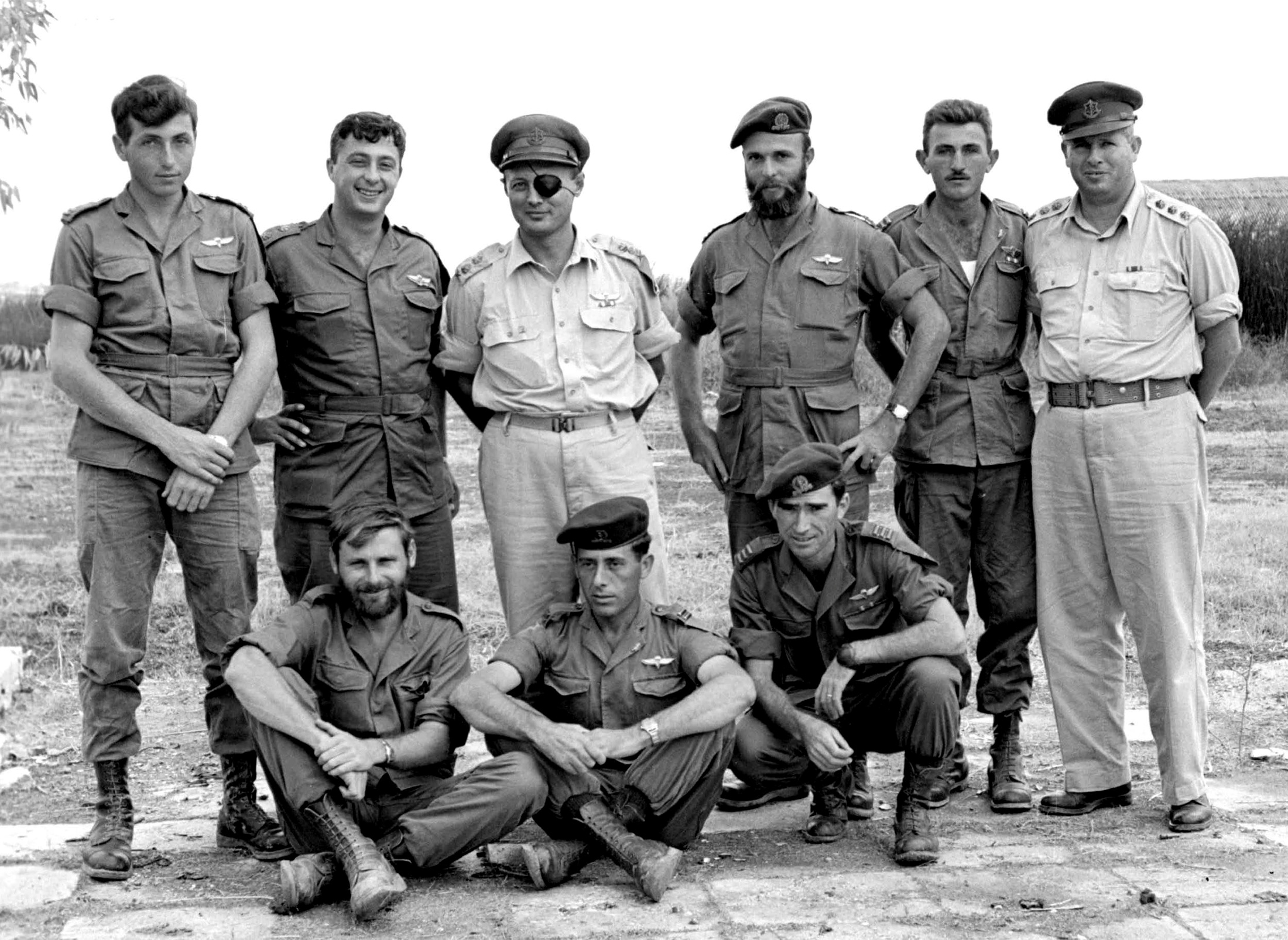
Ofițeri israelieni din Batalionul de parașutiști 890

Unitatea 101 de comando (în ebraică: יחידה 101) a fost o unitate specială a Armatei Israeliene (IDF) fondată și condusă de Ariel Sharon la ordinul primului ministru David Ben-Gurion în august 1953. Membrii acestei unități au fost înarmați cu arme nestandardizate și însărcinați cu efectuarea operațiunilor de represalii de-a lungul granițelor statului, în special prin manevrele unor unități mici, prin tactici de activare și de pătrundere.
Membrii unității au fost recrutați numai din kibuțuri și moșavuri agricole. Acceptarea în unitate se făcea numai prin invitație, iar acceptarea oricărui membru nou în unitate trebuia să fie votată în prealabil de toți membrii unității.
Unitatea a fost inclusă în Batalionul 890 de Parașutiști în ianuarie 1954, la ordinul generalului Moshe Dayan, șeful Statului Major, pentru că dorea ca experiența și spiritul să fie răspândite în toate unitățile de infanterie ale IDF, începând cu parașutiștii. Se consideră că acestea au avut o influență semnificativă asupra dezvoltării următoarelor unități israeliene orientate spre infanterie.

## Legături externe
- IDF Official Site
- Ariel Sharon - Life Story | A Biography
- Israeli Special Forces History
- Unit 101 - Specwar.info